# Tormás
Tormás (deutsch Krendorf) ist eine ungarische Gemeinde mit gut 250 Einwohnern (Stand 2015) im Kreis Hegyhát im Komitat Baranya.

## Geografische Lage
Tormás liegt gut zehn Kilometer westlich der Stadt Sásd. Nachbargemeinden sind Gödre, Szágy und Baranyaszentgyörgy. Die Gemeinde befindet sich ungefähr 40 Kilometer nordwestlich des Komitatssitzes Pécs. 

## Sehenswürdigkeiten
- Römisch-katholische Kirche Szent Vendel apát, erbaut 1932

## Verkehr
Tormás ist nur über die Nebenstraße Nr. 66101 zu erreichen, die Hauptstraße Nr. 66 verläuft vier Kilometer nördlich des Ortes. Der nächstgelegene Bahnhof befindet sich in Sásd.